# Bătălia de la Leuctra
Bătălia de la Leuctra a fost o bătălie purtată la 6 iulie 371 î.Hr., între beoții (conduși de tebani) și spartani împreună cu aliații lor în timpul războiului corintian. 
Bătălia a avut loc lângă Leuctra, un sat din Beoția. Victoria tebană a spulberat imensa influență a Spartei asupra peninsulei grecești, pe care Sparta o câștigase în războiul peloponesiac cu o generație mai devreme.